# Боунстелл, Чесли
Чесли Боунстелл (англ. Chesley Bonestell; 1 января 1888 — 1 июня 1986) — американский художник, дизайнер и иллюстратор. Его работы повлияли на научно-фантастическое изобразительное искусство и были источником вдохновения американской космической программы. Как один из ранних художников в астрономической тематике вместе с французским художником Люсьеном Рюдо, Боунстелл стоял у истоков космического искусства.

## Биография

### Ранние годы
Боунстелл родился в Сан-Франциско, Калифорния. Его первая астрономическая картина была создана в 1905 году. Увидев Сатурн через 12-дюймовый (300 мм) телескоп в обсерватории Сан-Хосе, он бросился домой, чтобы нарисовать то, что увидел. Картина была уничтожена в огне из-за землетрясения 1906 года. Между 1915 и 1918 он выставлял литографии на 4-й и 7-й ежегодных выставках Калифорнийского общества гравёров (ныне Калифорнийское общество печатников в Сан-Франциско).
Боунстелл изучал архитектуру в Колумбийском университете в Нью-Йорке. Бросив его на третьем курсе, он начал работать в качестве визуализатора и дизайнера в нескольких ведущих архитектурных фирмах того времени. Работая вместе с Уильямом ван Аленом, он и Уоррен Стратон разработали фасад в стиле ар-деко Крайслер-билдинг, а также его характерные статуи орлов. Тогда же он разрабатывал дизайн памятника Плимутского камня, здания Верховного суда США, ещё нескольких офисных и жилых зданий в Нью-Йорке и капитолиев нескольких штатов.
Вернувшись обратно на Западное побережье, он участвовал в иллюстрировании основного инженерного проекта для моста Золотые Ворота. Когда из-за Великой депрессии в Соединённых Штатах не нашлось работы в архитектурной сфере, Боунстелл отправился в Англию, где он рисовал архитектурные объекты для Illustrated London News. В конце 1930-х он переехал в Голливуд, где он работал (без упоминания в титрах) в качестве художника спецэффектов нескольких фильмов, в числе которых «Горбун из Нотр-Дама» (1939), «Гражданин Кейн» (1941) и «Великолепные Эмберсоны» (1942).

### Публикации в журналах
Боунстелл вскоре понял, что может объединить свой опыт в моделировании и живописи со своим пожизненным интересом к астрономии. Результатом этого стала серия изображений Сатурна, наблюдаемого с поверхности нескольких его спутников в соответствии с научными представлениями того времени. Опубликованные в Life в 1944 году, они произвели большое впечатление. Ничего подобного публика не видела раньше: картины выглядели так, как будто фотографы были отправлены в космос. Его картина Сатурна, видимого с Титана, в ряду самых известных астрономических пейзажей. Она была создана с использованием глиняных моделей, фотографических трюков и различных техник живописи.
В дальнейшем Боунстелл создал ещё ряд подобных картин, опубликованных во многих ведущих журналах. Вместе с другими работами они в итоге были собраны вместе в книге «The Conquest of Space» (1949), созданной в соавторстве с Вилли Леем. Последним вкладом Боунстелла в Голливуде были спецэффекты и техническая консультация многочисленных научно-фантастических фильмов Джорджа Пала, в том числе «Место назначения — Луна», «Когда миры столкнутся», «Война миров». Начиная с октябрьского выпуска 1947 года Astounding Science Fiction, Боунстелл нарисовал более 60 изображений для обложек научно-фантастических журналов, в первую очередь для Magazine of Fantasy & Science Fiction в 1950—1970-е годы, а также для многочисленных обложек книг.
Когда Вернер фон Браун организовывал для Collier's Weekly симпозиум, посвящённый космическим полётам, он пригласил Боунстелла для иллюстрирования своих концепций будущих комических полётов. Тогда было продемонстрировано, что полёты в космос являются делом ближайшего будущего и возможны уже с использованием технологий середины 1950-х годов.
Боунстелл умер в 1986 году в Кармэле, Калифорния.

## Книги с иллюстрациями Боунстелла
- Вилли Лей (1949), The Conquest of Space (иллюстрации Боунстелла)
- Across the Space Frontier (1952)
- Вернер фон Браун, Фред Лоуренс Уиппл, Вилли Лей (1953) [1952 (Collier’s Man on the Moon)]. ред. Корнелиус Райан, Conquest of the Moon. Художники: Чесли Боунстелл, Фред Фримен, Рольф Клеп. New York: The Viking Press. Иллюстрации самого Боунстелла:
  - Constructing the moonships in the space station’s orbit (форзац)
  - The space station (стр. 11)
  - Spaceships coming in for a landing on the moon (стр. 63)
  - Landing on the moon (стр. 67)
  - Unloading the cargo ship on the moon (стр. 76-77)
  - Exploration convoy crossing lunar plain (стр. 101)
  - Take-off from the moon (стр. 115)
- The World We Live In (1955)
- The Exploration of Mars (1956)
- Man and the Moon (1961)
- Rocket to the Moon (1961)
- The Solar System (1961)
- Beyond the Solar System (1964)
- Mars (1964)
- Beyond Jupiter (1972)
- The Golden Era of the Missions (1974)